# Metarctia noctis
Metarctia noctis is een vlinder uit de familie spinneruilen (Erebidae), onderfamilie beervlinders (Arctiinae). De wetenschappelijke naam van de soort is voor het eerst geldig gepubliceerd in 1910 door Druce.
Deze nachtvlinder komt voor in tropisch Afrika.